# Children's Online Privacy Protection Act
Il Children's Online Privacy Protection Act del 1998 (il cui acronimo è COPPA; in italiano legge sulla protezione della riservatezza in rete dei minori) è una legge federale degli Stati Uniti.
La legge, in vigore dal 21 aprile 2000, si applica alla raccolta online di informazioni personali da parte di persone o entità sotto la giurisdizione degli Stati Uniti su minori di età inferiore ai 13 anni, compresi i bambini al di fuori degli Stati Uniti, se la società ha sede negli Stati Uniti. Descrive in dettaglio cosa deve includere un operatore di un sito Web in ottica di politica sulla privacy, quando e come chiedere il consenso verificabile di un genitore o tutore e quali responsabilità ha un operatore di proteggere la privacy e la sicurezza dei minori online, comprese le restrizioni alla commercializzazione delle persone di età inferiore a 13 anni.
Benché i minori di 13 anni possono legalmente fornire informazioni personali con il permesso dei genitori, molti siti Web, in particolare i siti di social media, ma anche altri siti che raccolgono la maggior parte delle informazioni personali, vietano ai minori di 13 anni di utilizzare i loro servizi del tutto a causa dei costi e del lavoro coinvolti nel rispetto della legge.

## Storia
Negli anni '90 il commercio elettronico stava crescendo in popolarità, ma furono espresse varie preoccupazioni sulle pratiche di raccolta dei dati e sull'impatto del commercio su Internet sulla privacy degli utenti, in particolare i minori di 13 anni, poiché pochissimi siti Web avevano le proprie politiche sulla privacy. Il Center of Media Education presentò una petizione alla Federal Trade Commission (FTC) per indagare sulla raccolta dei dati e sulle pratiche d'uso del sito Web KidsCom.com e intraprendere azioni legali poiché le pratiche sui dati violavano la Sezione 5 della Legge FTC relativa alle "pratiche ingiuste / ingannevoli". Dopo che la FTC ebbe completato le sue indagini, pubblicò la "Lettera KidsCom": questo rapporto affermava che le pratiche di raccolta e utilizzo dei dati erano effettivamente oggetto di azioni legali. Ciò ha comportato la necessità di informare i genitori sui rischi della privacy online dei bambini, nonché sulla necessità del consenso dei genitori. Ciò ha portato alla stesura del COPPA.
La Federal Trade Commission (FTC) ha l'autorità di emanare regolamenti e far rispettare il COPPA. Anche ai sensi del COPPA, il sistema "Safe Harbor" (approdo sicuro) designato dalla FTC è progettato per incoraggiare una maggiore autoregolamentazione del settore. In base a questa disposizione, i gruppi industriali e altri possono richiedere l'approvazione da parte della Commissione delle linee guida di autoregolamentazione per disciplinare la conformità dei partecipanti, in modo tale che gli operatori di siti Web nell'ambito di programmi approvati dalla Commissione siano dapprima soggetti alle procedure disciplinari del programma di approdo sicuro in luogo dell'applicazione della FTC. A giugno 2016, la FTC ha approvato sette programmi di Safe Harbor gestiti da TRUSTe, ESRB, CARU, PRIVO, Aristotle, Inc., Samet Privacy (kidSAFE) e Internet Keep Safe Coalition (iKeepSafe).
Nel settembre 2011, la FTC ha annunciato proposte di revisione delle regole COPPA, le prime modifiche significative all'atto dall'emissione delle regole nel 2000. Le modifiche alle regole proposte hanno ampliato la definizione di cosa significasse "raccogliere" i dati dai bambini. Le norme proposte presentavano un obbligo di conservazione e cancellazione dei dati, che imponeva che i dati ottenuti dai bambini fossero conservati solo per il tempo necessario a raggiungere lo scopo per il quale erano stati raccolti. Ha inoltre aggiunto l'obbligo per gli operatori di garantire che le terze parti a cui vengono divulgate le informazioni di un bambino dispongano di procedure ragionevoli per proteggere le informazioni.
La legge si applica ai siti Web e ai servizi online gestiti a fini commerciali che sono rivolti a minori di 13 anni o che hanno effettivamente conoscenza che minori di 13 anni forniscono informazioni online. La maggior parte delle organizzazioni non profit riconosciute sono esenti dalla maggior parte dei requisiti del COPPA. Tuttavia, la Corte Suprema ha stabilito che le organizzazioni senza scopo di lucro gestite a beneficio delle attività commerciali dei loro membri sono soggette al regolamento FTC e di conseguenza anche al COPPA. Il tipo di "consenso verificabile dei genitori" richiesto prima di raccogliere e utilizzare le informazioni fornite da minori di 13 anni si basa su una "scala progressiva" stabilita da un regolamento della Federal Trade Commission che tiene conto del modo in cui le informazioni vengono raccolte e del loro utilizzo.

## Violazioni
La FTC ha avviato una serie di azioni contro i gestori di siti Web per mancato rispetto dei requisiti COPPA, tra cui azioni contro Girls 'Life, American Pop Corn Company, Lisa Frank, Inc., Mrs. Fields Cookies e The Hershey Company.
Nel febbraio 2004, UMG Recordings, Inc. è stata multata per 400.000$ per violazioni del COPPA in relazione a un sito Web che promuoveva l'allora 13enne pop star Lil' Romeo e ospitava giochi e attività per bambini e Bonzi Software, che ha offerto il download di una figura animata "BonziBuddy" che ha fornito consigli sullo shopping, battute e curiosità è stata multata per US 75.000$ per violazioni del COPPA. Allo stesso modo, i proprietari del sito Web Xanga sono stati multati di 1.000.000$ nel 2006 per violazioni COPPA di aver ripetutamente consentito ai minori di 13 anni di iscriversi al servizio senza ottenere il consenso dei genitori.
Il 4 settembre 2019, la FTC ha emesso un'ammenda di 170 milioni di dollari nei confronti di YouTube per violazioni del COPPA, incluso il monitoraggio della cronologia di visualizzazione dei minori al fine di facilitare la pubblicità mirata. Di conseguenza, YouTube ha annunciato che, come parte dell'accordo, nel 2020 avrebbe richiesto agli utenti detentori di un canale di contrassegnare i loro video classificabili come "destinati ai bambini" in quanto tali, e che avrebbe usato algoritmi di machine learning per contrassegnarli automaticamente come "orientati ai bambini" se non già contrassegnati. Nei termini del regolamento, gli utenti che non contrassegnano correttamente i loro video come "destinati ai bambini" potrebbero essere multati dalla FTC fino a 42.000$ per video: ciò ha sollevato critiche nei confronti dei termini di regolamento.